# Турчинешть (комуна)
Турчинешть, Турчинешті (рум. Turcinești) — комуна у повіті Горж в Румунії. До складу комуни входять такі села (дані про населення за 2002 рік):
- Картіу (497 осіб)
- Руджі (524 особи)
- Турчинешть (1144 особи) — адміністративний центр комуни
- Хорезу (222 особи)

Комуна розташована на відстані 231 км на захід від Бухареста, 7 км на північ від Тиргу-Жіу, 94 км на північний захід від Крайови.

## Населення
За даними перепису населення 2002 року у комуні проживали 2387 осіб.
Національний склад населення комуни:
| Національність | Кількість осіб | Відсоток |
| -------------- | -------------- | -------- |
| румуни         | 2372           | 99,4%    |
| цигани         | 14             | 0,6%     |

Рідною мовою назвали:
| Мова      | Кількість осіб | Відсоток |
| --------- | -------------- | -------- |
| румунська | 2386           | > 99,9%  |

Склад населення комуни за віросповіданням:
| Релігія       | Кількість осіб | Відсоток |
| ------------- | -------------- | -------- |
| православні   | 2352           | 98,5%    |
| п'ятдесятники | 25             | 1,0%     |
| не релігійні  | 6              | 0,3%     |
| римо-католики | 1              | < 0,1%   |
| бретрени      | 1              | < 0,1%   |
| лютерани      | 1              | < 0,1%   |